# Campidoglio (Dover)
Il Campidoglio di Dover o Delaware State Capitol, è la sede esecutiva e legislativa dell'omonimo stato statunitense, sorge a Dover, capitale dello Stato. Venne costruito nel 1933 in stile coloniale, prima la sede dell'Assemblea Generale dello Stato era in un edificio, chiamato Old State House, costruito tra il 1787 ed il 1791, ed occupato dalle istituzioni statali tra il 1873 ed il 1933.